# Tico-tico-dos-prados
O tico-tico-dos-prados (Passerculus sandwichensis) é uma espécie de pardal do Novo Mundo. Foi o único membro do gênero Passerculus e normalmente é o único membro amplamente aceito. A comparação das sequências das subunidades 2 e 3 da mtDNA NADH desidrogenase indica que Passerculus princeps, anteriormente considerado uma espécie válida, é uma subespécie bem marcada do pardal de Savannah, enquanto o pardal de bico grande do sudoeste deve ser reconhecido como uma espécie distinta (Passerculus rostratus). 
O nome da espécie sandwichensis é latino, de lugar, Sandwich, Unalasca, ou área das Aleutas, de onde veio a primeira subespécie, Aleutian Savannah Sparrow, a ser descrita. O nome comum homenageia Savannah, Geórgia, onde Alexander Wilson descobriu a espécie em 1811. 

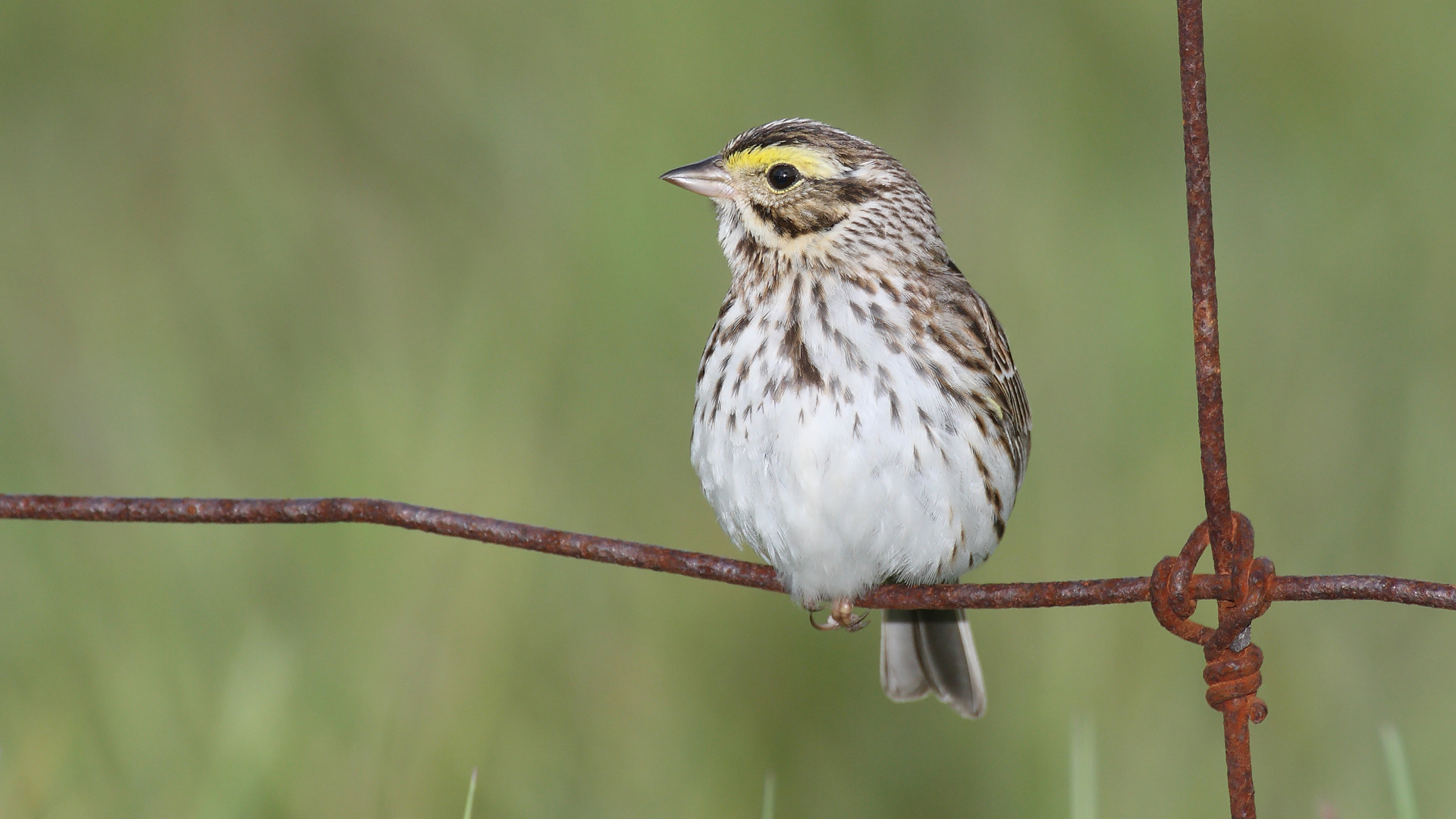
Provavelmente P.s. obtus, Kirkfield, Ontário, Canadá

Todos são migratórios; intervalos de invernada se sobrepõem amplamente.
- P.s. labradorius, raças em Terra Nova, Labrador e N Quebec
- P.s. oblitus, raças no norte de Ontário e Manitoba
- P.s. savanna ( oriental Savannah pardal ), raças no nordeste dos EUA e Canadá adjacente (inclui P. s. mediogriseus )
- P.s. sandwichensis (pardal da savana Aleuta ), reproduz-se nas Ilhas Aleutas e no oeste da Península do Alasca
- P.s. anthinus, raças no restante do Alasca, sul e leste ao centro da Colúmbia Britânica e ao norte das Grandes Planícies para Manitoba
- P.s. brooksi ( pardal anão Savannah ), raças no sul da Colúmbia Britânica ao norte da Califórnia
- P.s. alaudinus, raças no litoral norte e central da Califórnia
- P.s. nevadensis, raças no norte das Grandes Planícies e da Grande Bacia
- P.s. brunnescens, raças do centro do México ao sul da Guatemala (inclui P. s. rufofuscus )

P.s. wetmorei é uma subespécie duvidosa que pode se reproduzir nas montanhas da Guatemala. É conhecido de apenas cinco espécimes, coletados de 11 a 17 de junho de 1897, no departamento de Huehuetenango.

## Pardal de Ipswich
Alguma dispersão pós-reprodução. Antigamente considerada uma espécie distinta. 

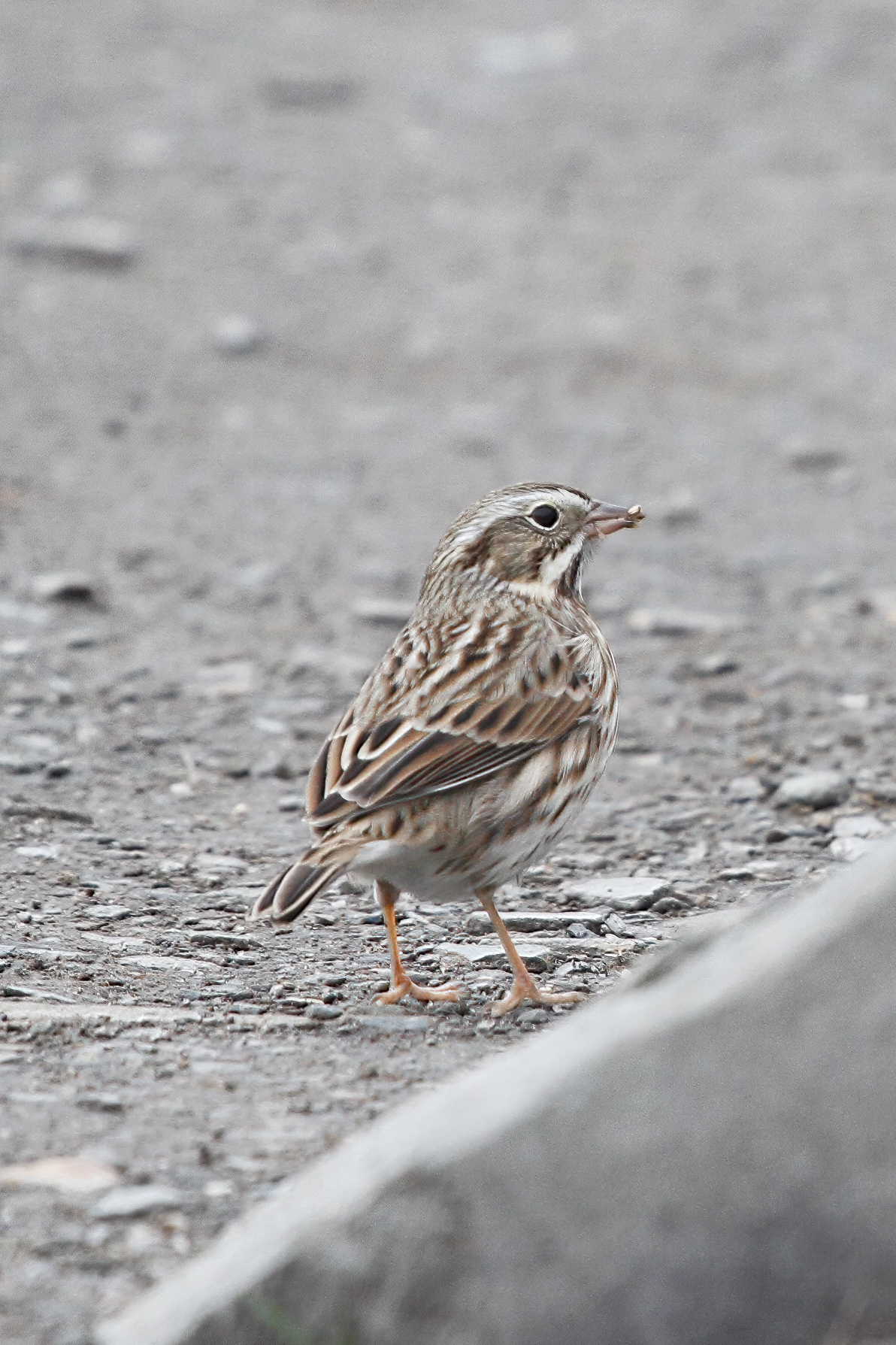
Um pardal de Savannah (Ipswich) forrageia ao longo de uma trilha no Maine.

- P.r./s. beldingi, residente na costa do Pacífico de Morro Bay, Califórnia, para El Rosario, Baja California (inclui P. r./s. bryanti )
- P.r./s. anulus, residente em torno de Sebastián Vizcaíno Bay, Baja California
- P.r./s. guttatus, residente em torno da Lagoa San Ignacio
- P.r./s. magdalenae, residente em torno da Baía de Magdalena

## Galeria

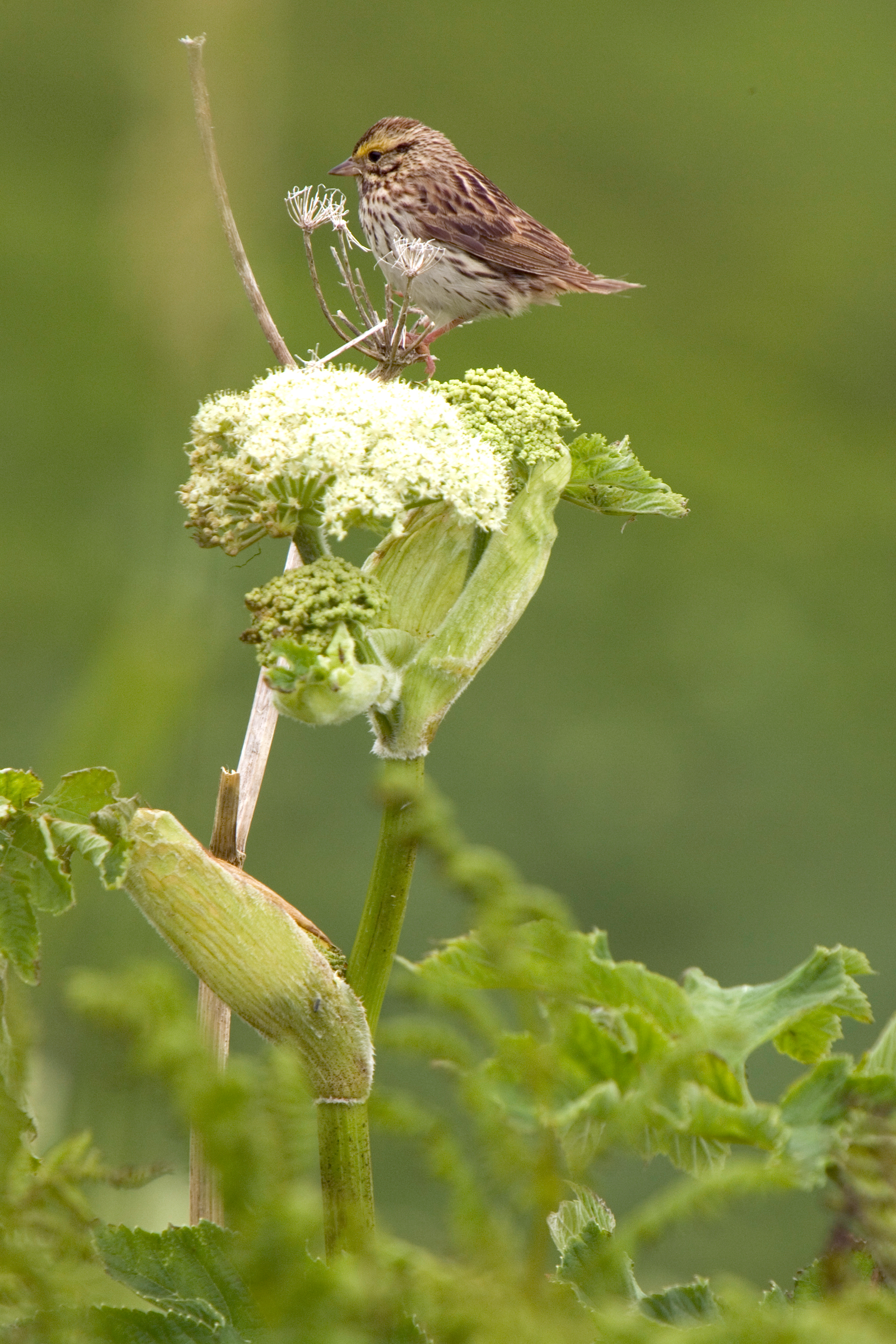
Provavelmente P.s. sanduícheensis, Alasca
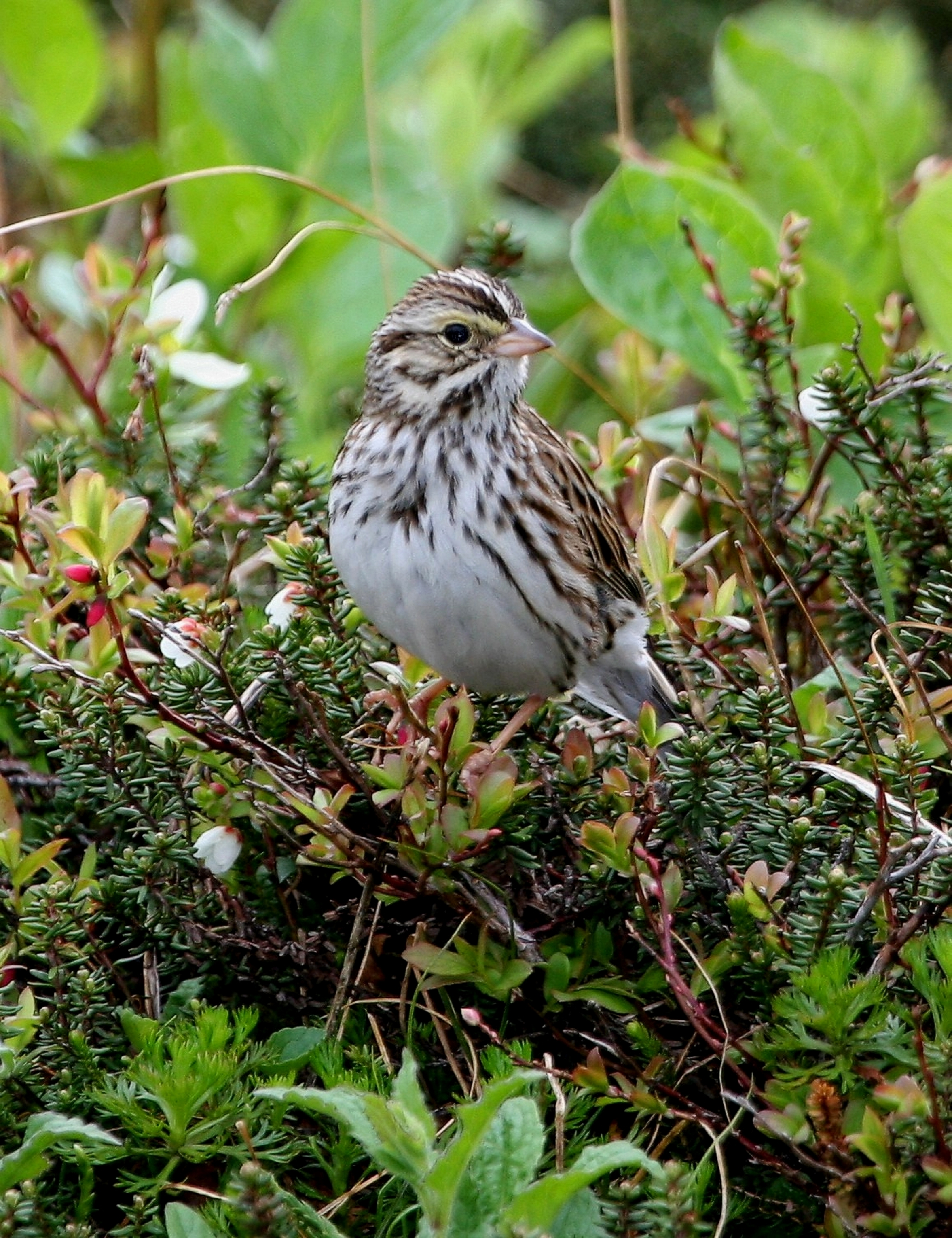
Provavelmente P.s. Anthinus, Alasca
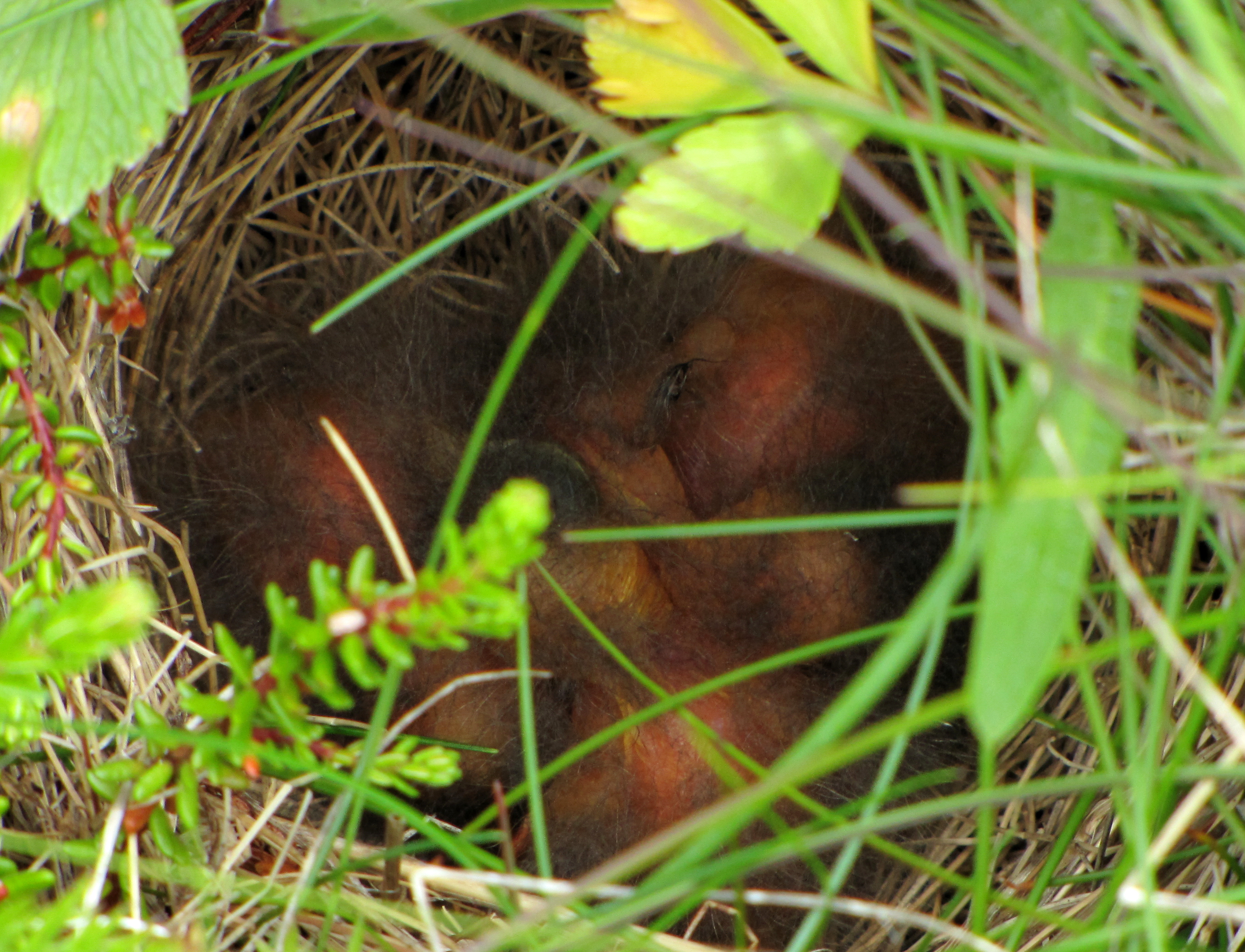
P.s. ninho de labradorius
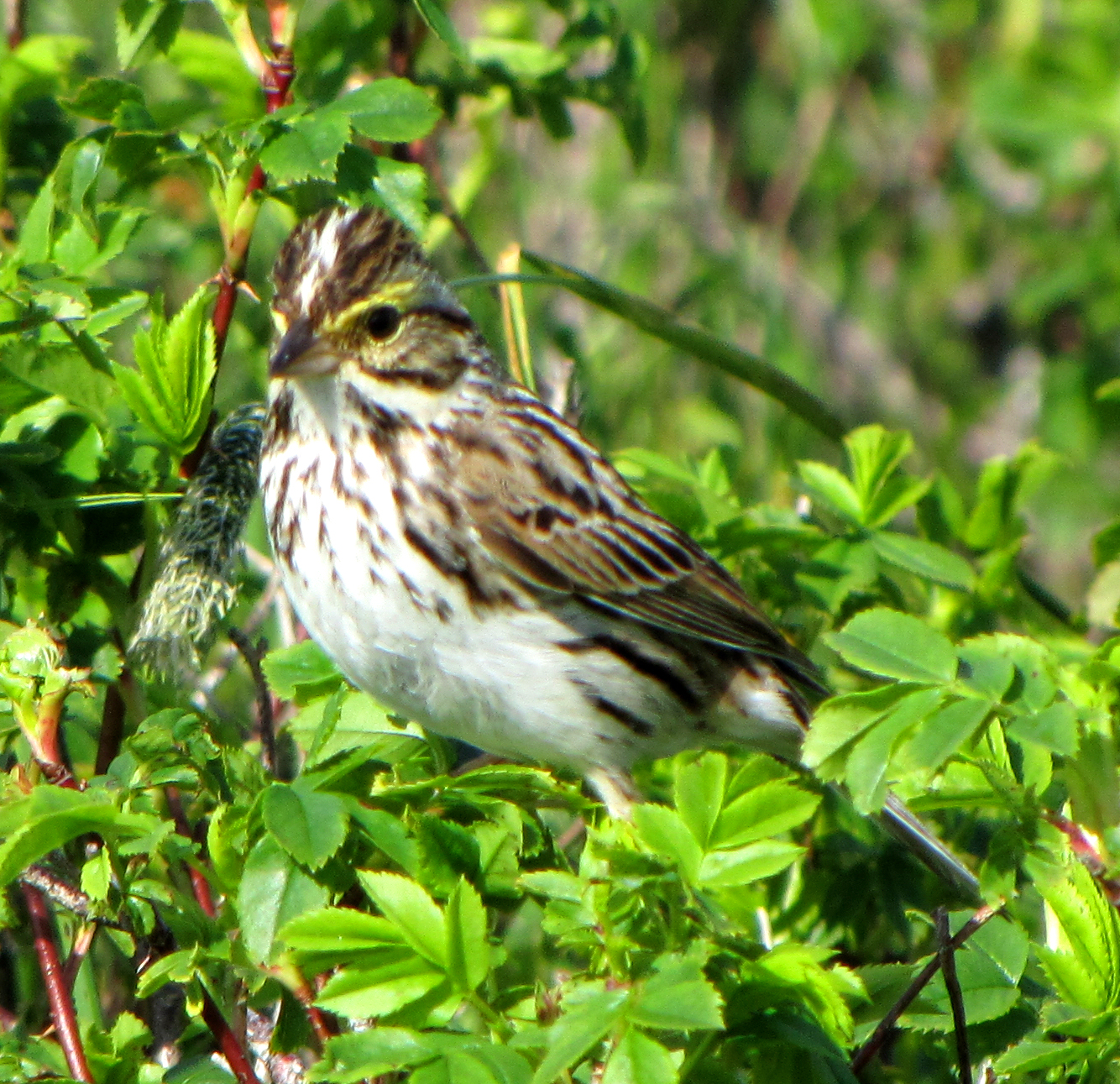
P.s. labradorius, Terra Nova
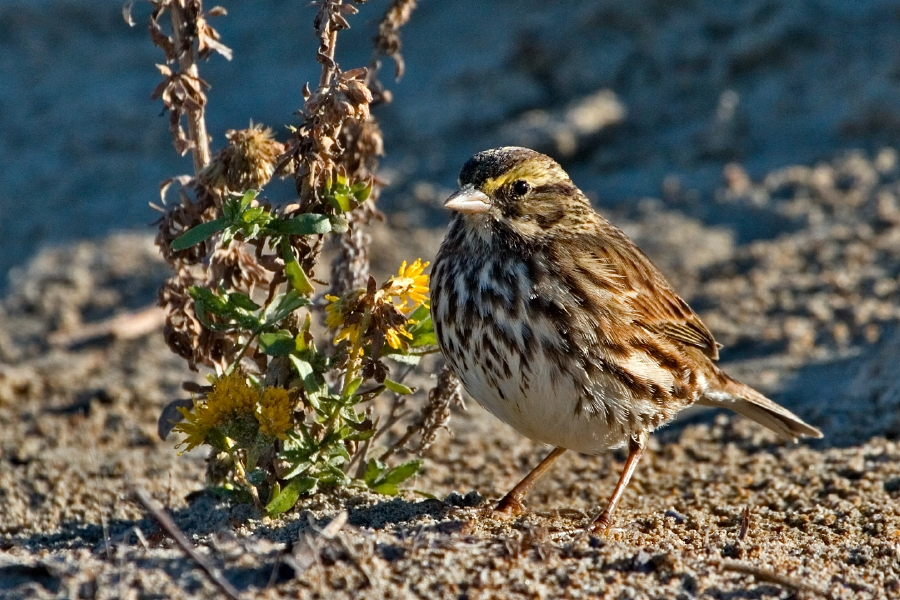
Provavelmente um pardal de Belding, invernando na Califórnia